# Czechoslovakian International 1979
Die Czechoslovakian International 1979 im Badminton fanden vom 12. bis zum 14. Oktober 1979 in Prag statt. Es nahmen 41 Herren und 33 Damen teil.

## Austragungsort
Spoje-Sporthalle, Prag

## Finalergebnisse
| Disziplin    | Sieger                             | Finalist                          | Ergebnis     |
| ------------ | ---------------------------------- | --------------------------------- | ------------ |
| Herreneinzel | Steen Fladberg                     | Jens Peter Nierhoff               | 15-9, 15-2   |
| Dameneinzel  | Kirsten Larsen                     | Sally Leadbeater                  | 12-9, 11-6   |
| Herrendoppel | Jens Peter Nierhoff Steen Fladberg | Kenneth Larsen Mogens Neergaard   | 15-11, 15-11 |
| Damendoppel  | Sally Leadbeater Gillian Clark     | Charlotte Pilgaard Kirsten Larsen | 15-9, 15-5   |
| Mixed        | Kenneth Larsen Charlotte Pilgaard  | Andy Goode Gillian Clark          | 15-9, 15-6   |